# Hans-Georg Gadamer
Hans-Georg Gadamer (Marburg, 11. februar 1900 — Hajdelberg, 13. mart 2002) bio je nemački filozof kontinentalne tradicije. Njegovo najpoznatije životno delo je Istina i metoda, koje je objavljeno 1960. godine.

## Život

### Porodica i rani život
Gadamer je rođen u Marburgu, Nemačka, kao sin Johanesa Gadamera (1867–1928), profesora farmaceutske hemije koji je kasnije bio i rektor Univerziteta u Marburgu. Odgajan je kao protestantski hrišćanin. Gadamer je odoleo očevom nagonu da se bavi prirodnim naukama i sve više se interesovao za humanističke nauke. Njegova majka, Ema Karoline Johana Gejis (1869–1904) umrla je od dijabetesa dok je Hans-Georg imao četiri godine, a on je kasnije primetio da je to moglo uticati na njegovu odluku da se ne bavi naučnim studijama. Žan Grondin opisuje Gadamera kako u svojoj majci pronalazi „poetski i gotovo religiozni pandan gvozdenoj pesnici svog oca“. Gadamer nije služio tokom Prvog svetskog rata zbog lošeg zdravlja i na sličan način je bio izuzet od služenja tokom Drugog svetskog rata zbog dečije paralize.

### Obrazovanje
Kasnije je studirao klasiku i filozofiju na Univerzitetu u Breslavu kod Ričarda Honigsvalda, ali se ubrzo vratio na Univerzitet u Marburgu da bi studirao kod neokantovskih filozofa Pola Natorpa (savetnika njegove doktorske teze) i Nikolaja Hartmana. Disertaciju Suština zadovoljstva u Platonovim dijalozima (Das Wesen der Lust nach den Platonischen Dialogen) odbranio je 1922. godine.
Ubrzo nakon toga, Gadamer se preselio na Univerzitet u Frajburgu i počeo da studira kod Martina Hajdegera, koji je tada bio perspektivan mladi naučnik koji još nije dobio zvanje profesora. Zbližio se sa Hajdegerom, a kada je Hajdeger dobio poziciju u Marburgu, Gadamer ga je pratio tamo, gde je postao jedan od grupe učenika kao što su Leo Štraus, Karl Levit i Hana Arent. Upravo je Hajdegerov uticaj dao Gadamerovoj misli karakterističan izgled i odveo ga od ranijih neokantovskih uticaja Natorpa i Hartmana. Gadamer je proučavao Aristotela i kod Edmunda Huserla i kod Hajdegera.

### Rana karijera
Gadamer se habilitirao 1929. i veći deo ranih 1930-ih proveo je držeći predavanja u Marburgu. Za razliku od Hajdegera, koji se pridružio Nacističkoj partiji u maju 1933. i ostao kao član sve dok stranka nije raspuštena posle Drugog svetskog rata, Gadamer je ćutao o nacizmu, a nije bio politički aktivan tokom nacističke vladavine. Gadamer se nije pridružio nacistima, a nije služio ni vojsku zbog poliomijelitisa od kojeg je oboleo 1922. Pridružio se Nacionalnoj Socijalističkoj Učiteljskoj ligi u avgustu 1933.
Godine 1933. Gadamer je potpisao Zavet vernosti profesora nemačkih univerziteta i srednjih škola Adolfu Hitleru i Nacionalsocijalističkoj državi.
Aprila 1937. postao je privremeni profesor u Marburgu, a zatim je 1938. dobio zvanje profesora na Univerzitetu u Lajpcigu. Sa SS tačke gledišta, Gadamer je klasifikovan kao ni podržavalac ni neodobravajući u „SD-Dossiers über Philosophie-Professoren“ (tj. SD-fajlovima koji se tiču profesora filozofije) koje je postavila SS služba obezbeđenja (SD). Godine 1946, američke okupacione snage su ga okarakterisale neokaljanog nacizmom i imenovale ga za rektora univerziteta.
Nivo Gadamerove umešanosti sa nacistima je osporavan u delima Ričarda Volina i Tereze Orozko. Orozko navodi, pozivajući se na Gadamerove objavljene radove, da je Gadamer podržavao naciste više nego što su naučnici pretpostavljali. Gadamerski naučnici su odbacili ove tvrdnje: Žan Grondin je rekao da je Orozko uključena u „lov na veštice“ dok je Donatela Di Čezare izjavila da je „arhivski materijal na kome Orozko zasniva svoje argumente zapravo prilično zanemarljiv“. Čezare i Grondin su tvrdili da u Gadamerovom delu nema ni traga antisemitizma i da je Gadamer održavao prijateljstva sa Jevrejima i pružao utočište skoro dve godine filozofu Jakobu Klajnu 1933. i 1934. godine. Gadamer je takođe smanjio kontakt sa Hajdegerom tokom nacističke ere.

### U Hajdelbergu
Komunistička Istočna Nemačka nije bila ništa više po volji Gadameru nego Nacistička Nemačka, i on odlazi u Zapadnu Nemačku, prihvatajući prvo mesto na Geteovom univerzitetu u Frankfurtu, a zatim je nasledio Karla Jaspersa na Univerzitetu u Hajdelbergu 1949. Na ovoj poziciji je ostao, kao emeritus, do svoje smrti 2002. godine u 102. godini života. On je bio urednički savetnik časopisa Dionysius. U to vreme je završio svoj magnum opus, Istina i metod (1960), i uključio se u svoju čuvenu debatu sa Jirgenom Habermasom o mogućnosti transcendiranja istorije i kulture kako bi pronašao istinski objektivnu poziciju sa koje bi kritikovao društvo. Debata je bila neubedljiva, ali je označila početak toplih odnosa između njih dvojice. Gadamer je bio taj koji je obezbedio Habermasu prvo mesto profesora na Univerzitetu u Hajdelbergu.
Godine 1968, Gadamer je pozvao Tomonoba Imamičija na predavanja u Hajdelbergu, ali je njihov odnos postao veoma hladan nakon što je Imamiči tvrdio da je Hajdeger uzeo svoj koncept Daseina iz Okakura Kakuzovog koncepta das in-der-Welt-sein (biti u postajanju u svetu) izraženom u Knjizi čaja, koju je Imamičijev učitelj ponudio Hajdegeru 1919. godine, nakon što je sa njim pratio lekcije godinu dana ranije. Imamiči i Gadamer su obnovili kontakt četiri godine kasnije tokom međunarodnog kongresa.

## Bibliografija
- Truth and Method.  (1st English ed, 1975, trans. by W, Glen-Doepel, ed. by John Cumming and Garret Barden)[25]
- Hegel's Dialectic: Five Hermeneutical Studies. Trans. P. Christopher Smith. New Haven, CT: Yale University Press, 1976.
- Dialogue and Dialectic: Eight Hermeneutical Studies on Plato. Trans. and ed. by P. Christopher Smith. New Haven, CT: Yale University Press, 1980.
- The Idea of the Good in Platonic-Aristotelian Philosophy. Trans. P. Christopher Smith. New Haven, CT: 1986.
- Gadamer on Celan: ‘Who Am I and Who Are You?’ and Other Essays. By Hans-Georg Gadamer. Trans. and ed. Richard Heinemann and Bruce Krajewski. Albany, NY: SUNY Press, 1997.
- Heidegger's Ways. Trans. John W. Stanley. New York: SUNY Press, 1994.
- Literature and Philosophy in Dialogue: Essays in German Literary Theory. Trans. Robert H. Paslick. New York: SUNY Press, 1993.
- Philosophical Apprenticeships. Cambridge, MA: MIT Press. 1985.. (Gadamer's memoirs, translated by Robert R. Sullivan.)
- The Enigma of Health: The Art of Healing in a Scientific Age. Trans. John Gaiger and Richard Walker. Oxford: Polity Press, 1996.
- Philosophical Hermeneutics. Trans. and ed. by David Linge. Berkeley: University of California Press, 1976.
- Plato's "Parmenides" and Its Influence. Dionysius, Volume VII (1983): 3-16[26]
- Reason in the Age of Science. Trans. by Frederick Lawrence. Cambridge, MA: MIT Press, 1981.
- The Relevance of the Beautiful and Other Essays. Trans. N. Walker. ed. R. Bernasconi, Cambridge: Cambridge University Press, 1986.
- Praise of Theory. Trans. Chris Dawson. New Haven: Yale University Press, 1998.
- The Gadamer Reader: A Bouquet of the Later Writings. Ed. by Richard E. Palmer. Evanston, IL: Northwestern University Press, 2007.
- Arthos, John (2009). The Inner Word in Gadamer's Hermeneutics. South Bend, IN: University of Notre Dame Press..
- Cercel, Larisa (ed.), Cercel, Larisa (2009). Übersetzung und Hermeneutik / Traduction et herméneutique. Zeta Books. ISBN 978-973-199-706-3. Архивирано из оригинала 23. 07. 2009. г. Приступљено 04. 09. 2024.. Bucharest, Zeta Books
- Davey, Nicholas (2007). Unquiet Understanding: Gadamer's Philosophical Hermeneutics. New York: SUNY Press. ISBN 978-0791468425.
- Davey, Nicholas (2013). Unfinished Worlds. Hermeneutics, Aesthetics, and Gadamer. Edinburgh: Edinburgh University Press. ISBN 978-0748686223.
- Dostal, Robert L., ур. (2002). The Cambridge Companion to Gadamer. Cambridge: Cambridge University Press..
- Drechsler, Wolfgang. (2013). Gadamer in Marburg. Marburg: Blaues Schloss..
- Code, Lorraine., ур. (2003). Feminist Interpretations of Hans-Georg Gadamer. University Park: Penn State Press..
- Coltman, Robert. (1998). The Language of Hermeneutics: Gadamer and Heidegger in Dialogue. Albany: State University Press..
- Grondin, Jean (2002). The Philosophy of Gadamer.. trans. Kathryn Plant. New York: McGill-Queens University Press,
- Grondin, Jean (2003). Hans-Georg Gadamer: A Biography.. trans. Joel Weinsheimer. New Haven: Yale University Press, 2004.
- Kögler, Hans-Herbert. The Power of Dialogue: Critical Hermeneutics after Gadamer and Foucault. 1996.. trans. Paul Hendrickson. MIT Press,
- Krajewski, Bruce, ур. (2004). Gadamer's Repercussions: Reconsidering Philosophical Hermeneutics. Berkeley: University of California Press..
- Lawn, Chris (23. 6. 2006). Gadamer: A Guide for the Perplexed. A&C Black. ISBN 978-0-8264-8461-1.. (Guides for the perplexed) London: Continuum, c2006.
- Malpas, Jeff, and Santiago Zabala (eds),Consequences of Hermeneutics: Fifty Years after Truth and Method, (Northwestern University Press, 2010).
- Malpas, Jeff, Ulrich Arnswald and Jens Kertscher (eds.). Gadamer's Century: Essays in Honour of Hans-Georg Gadamer. Cambridge, Mass.: MIT Press, 2002.
- Risser, James. (1997). Hermeneutics and the Voice of the other: Re-reading Gadamer's Philosophical Hermeneutics. Albany: SUNY Press..
- Sullivan, Robert R. (1989). Political Hermeneutics, The Early Thinking of Hans-Georg Gadamer.. University Park, Penn State Press
- Warnke, Georgia. "Gadamer: Hermeneutics, Tradition and Reason".  Stanford: Stanford University Press, 1987.
- Weinsheimer, Joel. (1985). Gadamer's Hermeneutics: A Reading of "Truth and Method". New Haven: Yale University Press. ISBN 978-0-300-03320-5..
- Wierciński, Andrzej. Gadamer’s Hermeneutics and the Art of Conversation Germany, Münster: LIT Verlag, 2011.
- Wright, Kathleen, ур. (1990). Festivals of Interpretation: Essays on Hans-Georg Gadamer's Work. Albany, NY: SUNY Press..
- P. Della Pelle (2013). La dimensione ontologica dell'etica in Hans-Georg Gadamer.. FrancoAngeli, Milano
- P. Della Pelle (2014). La filosofia di Platone nell'interpretazione di Hans-Georg Gadamer.. Vita e Pensiero, Milano

## Literatura
- Cesare, Donatella Di (2007). Gadamer: A Philosophical Portrait. Превод: Keane, Niall. Bloomington, IN: Indiana University Press. ISBN 978-0-25300-763-6.
- Gonzales, Francisco J. (2006). „Dialectic and Dialogue in the Hermeneutics of Paul Ricouer and H.G. Gadamer”. Continental Philosophy Review. 39 (1): 313—345. S2CID 170800798. doi:10.1007/s11007-006-9031-4.
- Grondin, Jean (2003). Hans-Georg Gadamer: A Biography. Превод: Weinsheimer, Joel. New Haven, CT: Yale University Press. ISBN 978-0-30009-841-9.
- Orozco, Teresa (1995). Platonische Gewalt: Gadamers politische Hermeneutik der NS-Zeit (на језику: немачки). Hamburg; Berlin: Argument Verlag. ISBN 978-3-88619-240-3.
- Palmer, Richard (1969). Hermeneutics: Interpretation Theory in Schleiermacher, Dilthey, Heidegger, and Gadamer. Evanston, IL: Northwestern University Press. ISBN 978-0-81010-459-4.
- Schleiermacher, Friedrich D.E.; Wojcik, Jan; Haas, Roland (1978). „The Hermeneutics: Outline of the 1819 Lectures”. New Literary History. 10 (1): 1—16. JSTOR 468302. doi:10.2307/468302.

## Spoljašnje veze
- Hans-Georg Gadamer на сајту Internet Archive (језик: енглески)
- https://web.archive.org/web/20231028071030/https://www.gadamer-gesellschaft.de/en/hans-georg-gadamer-society/. Архивирано из оригинала 28. 10. 2023. г. Недостаје или је празан параметар |title= (помоћ)
- Hans-Georg Gadamer, Jeff Malpas, Stanford Encyclopedia of Philosophy
- Hans-Georg Gadamer (1900—2002), Lauren Swayne Barthold, Internet Encyclopedia of Philosophy
- Gadamer's Hermeneutics (introductory lecture by Henk de Berg, 2015)
- Chronology (in German)
- Works by Gadamer
- „Hans-Georg Gadamer: Plato as portratist” (PDF). Архивирано из оригинала 21. 07. 2011. г.
- Miguel Ángel Quintana Paz: „"On Hermeneutical Ethics and Education"”. Архивирано из оригинала 27. 07. 2013. г. Приступљено 18. 08. 2022., a paper on the relevance of Gadamer's Hermeneutics for our understanding of music, ethics and education in both.